# 鉱業関連の業界団体の一覧
日本の鉱業関連の業界団体の一覧（こうぎょうかんれんのぎょうかいだんたいのいちらん）を示す。鉱業関係者の親睦などを目的とする団体、技術向上などを行う団体など、多岐にわたる。

## 業界団体一覧
- 日本鉱業協会
- 石油鉱業連盟
- 石灰石鉱業協会
- 天然ガス鉱業会
- 日本珪砂耐火粘土鉱業協会
- 日本砕石協会
- 日本砂利協会